# 懲罰
懲罰（ちょうばつ）とは、規則やルールに反する行為を行ったものに対し罰を与えて懲らしめることである。特に公務員や帝国議会議員、軍人などの不正または不当な行為に対して制裁が加えられることである。

## 日本

### 帝国議会における懲罰
議院法94条ないし96条に規定される。
帝国議会における懲罰は、議院内の規律を保つために、その自主権に基づいて、議員に対して、科される。
各議院において、懲罰事犯を審査するために懲罰委員が選任される。
懲罰委員は予算、決算、請願の各委員と同様に、常任委員の1種に属し、各会期ごとの初めに選挙され、1会期間、その任に当たる。

#### 懲罰手続
懲罰の動議は20人以上の議員の賛成を得て懲罰事犯のあったのち3日以内に行なうことを要する。
懲罰の動議が成立したときは議長はまずこれを懲罰委員に付託し審査させ議院の議を経てこれを宣告する。
すなわち懲罰委員会の審査が終ればこれを本会議に回付するが、その議事は秘密会議である。

#### 懲罰の種類
(1) 公開された議場において譴責する、(2) 公開された議場において適当な謝辞を表させる、(3) 一定の時間、出席を停止する、(4) 除名の4つである。

### 陸軍懲罰令における懲罰
陸軍刑法に規定された罪に該当しない陸軍軍人の非行に対して、その身分に従って、重謹慎、軽謹慎、譴責、免官、降等、重営倉、軽営倉、あるいは礼遇停止などが規定される。
重いものには罰俸が伴う。

### 海軍懲罰令における懲罰
海軍軍人の一定の犯行（9条）に対して、謹慎、拘禁、禁足が規定される。